# Rania
Pour l’article homonyme, voir Rania (groupe).
Cette page présente le prénom Rania ainsi que ses variantes.
Rania, en arabe رانيا ou رانية, est un prénom féminin musulman d'origine arabe.

## Occurrence
Le prénom Rania est très populaire dans le monde arabe, en particulier dans les pays d'Afrique du Nord et du Moyen-Orient comme le Maroc, la Jordanie et l'Égypte.
La translittération de l'arabe au français ne faisant pas la différence entre le ر et le غ, ce prénom, écrit en français, traduit deux formes différentes : رانيا, signifiant alors mélodieuse, ou غانية, signifiant riche, noble ou sage. 

### Personnalités portant ce prénom

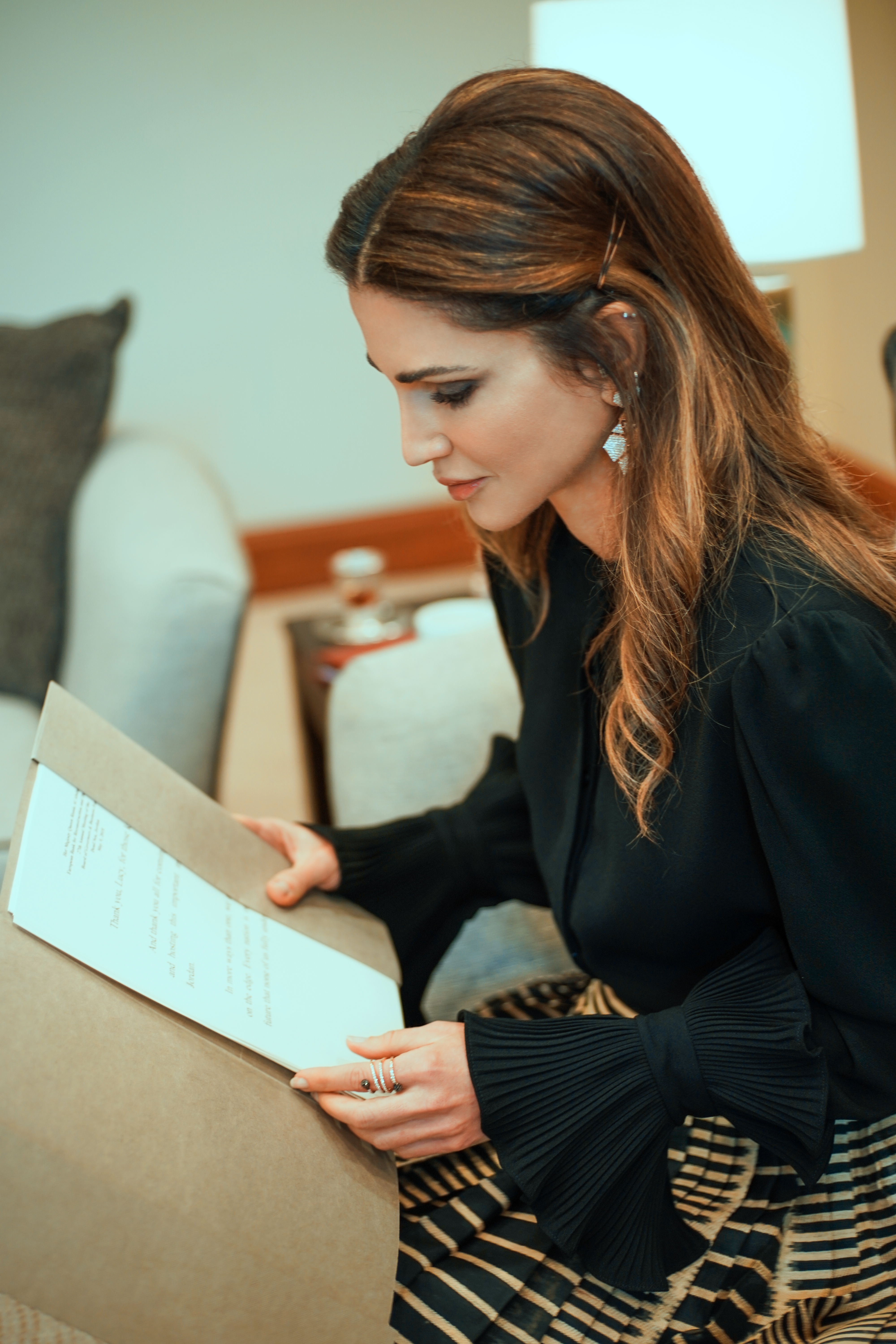
Rania al-Yassin (1970-), dite Rania de Jordanie, reine de Jordanie.

- Rania Al-Mashat (1975-), économiste et femme politique égyptienne
- Rania al-Yassin (1970-), dite Rania de Jordanie, reine de Jordanie
- Rania Belkahia (1989-), entrepreneuse franco-marocaine
- Rania Burns (1976-), joueuse de rugby canadienne
- Rania El Kilali (1990-), judokate marocaine
- Rania Elwani (1977-), femme politique égyptienne
- Rania Gabsi (1988-), actrice tunisienne
- Rania Houch (1993-), joueuse de basket-ball tunisienne
- Rania Khalek (1986-), écrivain et militante libano-américaine
- Rania Kurdi (en) (1974-), actrice, chanteuse et animatrice de télévision jordano-britannique
- Rania Laouini (1996-), joueuse de basket-ball tunisienne
- Rania Mamoun (ar) (1979-), journaliste et écrivain soudanaise
- Rania Matar (en) (1964-), photographe libano-palestino-américaine
- Rania Tawfiq (1981-), chanteuse égyptienne connue sous le nom de scène Ruby
- Rania Youssef (1973-), actrice égyptienne
- Rania Zeriri (en) (1986-), chanteuse néerlandaise
- Pour l'ensemble des articles sur les personnes portant ce prénom, consulter :
  - la liste des articles dont le titre commence par ce prénom
  - les listes produites par Wikidata : Liste des personnes de prénom « Rania » — même liste en incluant les éventuels prénoms composés qui contiennent « Rania ».